# Poslovna segregacija
Poslovna segregacija jeste distribucija ljudi prema i u okviru zanimanja i poslova, koja se zasniva na demografskim, a najčešće rodnim karakteristikama. Nivoi poslovne segregacije se razlikuju na osnovu savršene segregacije i savršene integracije. Savršena segregacija se dešava kada bilo koje zanimanje zapošljava samo jednu grupu ljudi. Do savršene integracije, s  druge strane, dolazi kada svaka grupa ljudi zauzima isti postotak pozicija u okviru jednog zanimanja, kao i u okviru radne snage.
Mnogi stručnjaci, poput Biblarca i drugih, stava su da je poslovna segregacija najverovatnije uzrokovana rodnom diskriminacijom koja se često odigrava u strukturalnim šablonima, bilo horizontalno (u odnosu na zanimanja), bilo vertikalno (unutar hijerarhije u tim zanimanjima). Oba ova slučaja doprinose razlici u novčanim primanjima između muškaraca i žena.

## Vrste

### Horizontalna
Horizontalna segregacija se odnosi na rodne razlike u broju ljudi prisutnih u različitim zanimanjima. Najčešće je povećana post-industrijskim restruktuiranjem privrede (post-industrijsko društvo), gde su širenjem uslužnih delatnosti mnoge žene postale deo radne snage. Milioni domaćica koje su postale deo privrede tokom post-industrijskog restruktuiranja ušle su prevashodno u sektor uslužnih delatnosti gde su mogle da imaju skraćeno i fleksibilno radno vreme. Iako su ove opcije primamljive majkama, koje su često odgovorne za brigu oko dece i doamćinstva, takođe su nažalost najdostupnije na manje plaćenim i zanimanjima na nižim pozicijama. Ideja da su medicinski tehničari i nastavni radnici često prikazivani kao žene, dok se za doktore, i advokate često pretpostavlja da su muškarci  primeri toga koliko je horizontalna segregacija duboko ukorenjena u našem društvu.

### Vertikalna
Termin vertikalna segregacija opisuje dominaciju muškaraca u poslovima na najvišim pozicijama i u onim zanimanjima koja su tradicionalno muška, odnosno ženska. Kolokvijalno govoreći, postojanje vertikalne segregacije odnosi se na dopuštanje muškarcima da se voze staklenim liftom kroz koji žene moraju da posmatraju kako ih oni prevazilaze na putu ka visokim pozicijama. Uopšteno, što je više poslovna segregacija prisutna u društvu, manje je vertikalne segregacije jer žene imaju bolje šanse da dođu do najviših pozicija u okviru datog zanimanja budući da njihov udeo u zaposlenju u toj oblasti raste.
Vertikalnu segregaciju je donekle teško izmeriti kada su u pitanju zanimanja jer se odnosi na hijerarhiju unutar svakog pojedinačnog zanimanja. Na primer, kategorija stručnjaka iz oblasti obrazovanja (kategorija u australijskoj standardnoj klasifikaciji zanimanja, drugo izdanje) je rastavljena na nastavnike u školama, nastavnike na fakultetima i u stručnim školama, i razni drugi stručnjaci iz oblasti obrazovanja. Ove kategorije su dalje podeljene na podkategorije. Dok ove kateogrije zgodno opisuju podele unutar sistema obrazovanja, ne mogu se porediti prema hijerarhijskim kategorijama u okviru ostalih zanimanja, i time čine poređenje nivoa vertikalne segregacije prilično teškim.

## Mehanizmi održavanja

### Samo-odabir
Neke žene same sebe izopštavaju iz viših pozicija, birajući umesto toga da provode više vremena kod kuće i sa porodicom. Prema Sari Damask, ovaj izbor je često napravljen jer posao na visokom položaju ne dozvoljava vremena za obiman posao kod kuće za koji se od mnogih žena očekuje da obavljaju zbog rodne podele na poslove u domaćinstvu. Žene iz radničke klase, posebno, takođe ponekad izopštavaju sebe iz vremenski intenzivnijeg ili višeg položaja kako bi održale tradicionalnu hijerarhijsku rodnu podelu i dogovor u domaćinstvu.

### Obrazovne razlike
Objašnjenja ljudskog kapitala su ona koja ističu da se poslovni i ekonomski uspeh pojedinca ili grupe može delimično pripisati kumulativnim sposobnostima razvijenim kroz formalno i neformalno obrazovanje i iskustva. Objašnjenja ljudskog kapitala za poslovnu segregaciju, dakle, pretpostavljaju da razlika u obrazovnom nivou između žena i muškaraca jeste odgovorna za stalnu poslovnu segregaciju. Suprotno ovoj teoriji, tokom poslednjih 40 godina, nivo obrazovnaja žena je prevazišao muškarce. Jedna oblast obrazovanja koja bi mogla da ima značajniju ulogu u poslovnoj segregaciji, jeste manjak žena u nauci i matematici. NTIM (nauka, tehnologija, inženjering, matematika) oblasti bivaju staze ka višim položajima. Tako, manjak žena u više plaćenim poslovima može biti delom zbog toga što se one tokom školovanja ne bave naukom i matematikom. Ovo se može videti u oblastima poput finansija, koja se dosta oslanja na matematiku i vrlo je popularno polje za one koji naposletku dođu do visoko plaćenih pozicija u privatnom sektoru. Izbor, kao i drugi, je često na ličnom nivou, ili napravaljen zbog kulturološke ideje da žene nisu toliko dobre u matematici koliko muškarci. 

### Razlike u radnom iskustvu
Ljudski kapital takođe pretpostavlja da muškarci češće doalze do višeg položaja nego žene zbog toga što postoji razlika u radnom iskustvu između različitih rodova. Zaista, razlika između muškaraca i žena kada je u pitanju re-izbor u zvanje, raste s godinama, a žene koje su završile fakultete će pre nego muškarci da prekinu svoje karijere kako bi podizale decu. Takvi izbori mogu se pripisati rodnoj podeli rada prema kojoj su žene prevashodno odgovorne za domaćinstvo.

### Preference
Pored toga, objašnjenja ljudskog kapitala takođe pretpostavljaju da se muškarci pre nego žene više opredeljuju za poslovni život u odnosu na porodični. Međutim, opšta društvena studija je otkrila da muškarci tek nešto manje od žena vrednuju kraće radno vreme i da se opredeljuju za određeni posao zavisno od starosnog doba, obrazovanja, rase i drugih karakteristika, pre nego od roda.  Uz to, drugo istraživanje pokazuje da muškarci i žene radije zadržavaju unutrašnje poslove, što znači da njihova opredeljenja su vezana za posao koji obavljaju ili su obavljali ranije pre nego su prirodno vezana za određeni rod. Uzevši u obzir poslove muškaraca i žena, ne postoji razlika u odabiru poslova. Muškarci i žene koji se bave sličnom vrstom posla poseduju sličan nivo posvećenosti i pokazuju slične preference. 

### Strategije za traženje posla
Prema sociolozima Hansonu i Pratu, muškarci i žene koriste različite strategije kada traže poslove koji igraju neku ulogu u poslovnoj segregaciji. Ove razlike u strategijama su posledica odnosa moći u domaćinstvu, rodne prirode društvenog života, i porodične odgovornosti žene.  Poslednji faktor, posebno, navodi žene da prioritizuju geografsku blizinu plaćenog zaposlenja kada traže posao. Rodna priroda društvenog života ih navodi da imaju mreže manjeg geografskog dometa nego muškarci. Tako, lokacija žena u niže plaćenim zanimanjima u kojima dominiraju žene jeste rezultat teških svakodnevnih vremenskih ograničenosti pre nego svesnog dugotrajnog izbora koji bi mogao da maksimizuje platu i prestiž.

## Rodna razlika u visini primanja
Žene u poslovima gde preovlađuju žene plaćaju dve kazne za to: prosečna zarada za njihov posao je niža u poređenju sa poslovima gde preovlađuju muškarci, i zarađuju manje u odnosu na muškarce na istom radnom mestu. Takođe, na plate žena negativno utiče procenat žena u tom poslu, dok se plate muškaraca ne menjanju u takvoj situaciji. Hipoteza prevelikog broja zaposlenih govori da poslovna segregacija smanjuje svu zaradu žene kao rezultat njihovog isključenja iz primarno muških poslova i segregacije u određenom broju poslova gde prevashodno preovlađuju žene.  S obzirom na to da su veštine žene tradicionalno nagrađivane manje kako u vidu plata, tako i u statusu, preveliki broj žena u jednom zanimanju čini ta zanimanja manje vrednim u oba ova aspekta.
Preveliki broj zaposlenih u okviru jednog zanimanja je povećan kroz mikro promene u poslovnoj segregaciji. Držanje nastave, na primer, bar u mlađim generacijama, jeste tradicionalno profesija kojom se bave u najvećem broju žene. Međutim, kada se otvore pozicije za žene u poslovnom svetu ili na drugim visoko plaćenim radnim mestima, školski odbori mogu podići plate potencijalnih nastavnika kako bi privukli kandidate. Ovo je primer kako čak i žene u tradicionalno ženskim profesijama ipak imaju dobrobiti u vidu plata zbog rodne integracije na tržištu. 

## Merenje
Poslovna segregacija se meri korišćenjem Dankanovog D indeksa (ili indeksa različitosti), koji služi kao mera razlika između dve distribucije. D indeks se mora najpre izračunati:
1. Identifikovati N različitih zanimanja
2. Izračunati procenat muškaraca (ili druge određene kategorije) koji se bave svakim od tih zanimanja i procenat žena. Dajte muškarcima i ženama promenljivo ime (m može značiti muškarci, ž – žene)
3. Dankanov D indeks se računa koristeći formulu D=½εi|m1-ž1|

Važno je napomenuti da Dankanov D indeks izražava procente. Tako da u datom zanimanju, broj muškaraca (ili žena) treba podeliti ukupnim brojem muškaraca (žena) u svim tim zanimanjima. Na primer, možete imati 10 muškaraca koji su medicinski tehničari od ukupno 600 muškaraca. Vrednost za zanimanje medicinskog tehničara koji je muškarac bi trebalo da bude 10/600, odnosno 0.0166.

## U Sjedinjenim Državama
Tokom poslednjeg veka u Sjedinjenim Državama, došlo je do iznenađujuće stabilnosti indeksa segregacije kojima se meri nivo poslovne segregacije na tržištu rada. Tokom 1970ih i 1980ih došlo je do opadanja u poslovnoj segregaciji, kako su tehnologije za brigu o domaćinstvu omogućavale brže i lakše obavljanje tih poslova, dajući ženama više vremena da postanu deo radne snage. Međutim, poslovna segregacija ostaje stalan element radne snage u SAD danas. Godine 1996. došlo se do zaključka da nije bilo opadanja u poslovnoj segregaciji tokm poslednje tri generacije. U jednoj studiji odrasle žene koje su radile tokom 1980ih češće su se susretale sa istom poslovnom segregacijom sa kojom su se suočavale i njihove majke zaposlene 1960ih i njihove majke tokom 1940ih.

## Rešenja
Kulturni principi rodne ravnopravnosti, ili promene u tradicionalnim rodnim normama jesu jedino moguće rešenje za poslovnu segregaciju time što bi se smanjila diskriminacija, uticalo na samo-vrednovanje žena i podržala strukturna promena. Horizontalna segregacija je, međutim, mnogo otpornija na promene usled čisto modernih egalitarnih pritisaka. Promene normi mogu uticati na poslovnu integraciju tako što bi se usled prisustva žena u tradicionalno muškim poslovima, njihova očekivanja o ženama na tržištu rada promenila.
Neki stručnjaci, kao Hejvman i Bersford, tvrde da se svaka politika koja ima za cilj da smanji poslovnu nejednakost mora fokusirati na kulturnu promenu. Prema njima, ljudi u SAD imaju tendenciju kroz istoriju da odbace politiku koja podržava samo jednu grupaciju (osim ako su ta grupacija oni). Tako, efektivna politika kojom bi se ograničila poslovna segregacija mora imati za cilj dobrobit svih grupa. Politika kojoj je cilj da nadmaši broj radnih sati za plaćene zaposlene ili da omogući obdanište na radnom mestu za dete zaposlenog bi možda bila najefikasnija.
Pored toga, što više dolazi do poslovne segregacije, sve više žena su u pozicijama da mogu da donose moćne odluke kojima bi uticale na poslovnu segregaciju. Ako ukupno na tržištu dođe do manje segregacije, oni koji donose kadrovske odluke u tradicionalno ženskim zanimanjima će morati da učine poslove, čak i na višim položajima, privlačnijim ženama kako bi ih zadržali. Školski odbori, na primer, će morati da zaposle više žena na poziciji šefova katedri i drugim pozicijama koje imaju neki autoritet kako bi zadržali radnice, dok bi ranije te poslove dobijali muškarci.

## Na osnovu seksualne orijentacije
Pored rodne, seksualna orijentacija takođe može biti značajna osnova za poslovnu segregaciju: neproporcionalno je veliki broj homoseksualaca muškaraca i žena u određenim zanimanjima. Istraživanja pokazuju da se homoseksualci češće bave zanimanjima u kojima preovlađuju žene, nego heteroseksualni muškarci, i da su lezbejke prisutnije u zanimanjima kojima se bave uglavnom muškarci nego heteroseksualne žene, ali čak i kad uzmemo u obzir ovu tendenciju, zajednično homoseksualnim muškarcima i ženama jeste sklonost da se koncentrišu na zanimanja koja dozvoljavaju nezavisnost u njihovom obavljanju ili zahtevaju društvenu perceptivnost, ili oboje.

## Literatura
- Bergmann, B.R. (1981). „The Economic Risks of Being a Housewife”. The American Economic Review (71): 81—6.
- Biblarz, T. J.; Bengtson, V. L.; Bucur, A. (1996). „Social mobility across three generations.”. Journal of Marriage and the Family. 58 (1): 188—200. JSTOR 353387. doi:10.2307/353387.

- Chafetz, J.S. (1988). „The Gender Division of Labor and the Reproduction of Female Disadvantage: Toward an Integrated Theory”. Journal of Family Issues. 9: 108—131. doi:10.1177/019251388009001006.
- Charles, M. (2003). „Deciphering Sex Segregation: Vertical and Horizontal Inequalities in Ten National Labor Markets”. Acta Sociologica. 46: 267—287. doi:10.1177/0001699303464001.
- Cohen, P. (2004). „The Gender Division of Labor: ‘Keeping House’ and Occupational Segregation in the United States”. Gender and Society. 18: 239—52. doi:10.1177/0891243203262037.
- Cohen, P.N.; Bianchi, S.M. (1999). „Marriage, children, and women's employment: What do we know?”. Monthly Labor Review (122): 22—31.
- Cotter, D.A.; DeFiore, J.; Hermsen, J.M.; Kowalewski, B.M.; Vanneman, R. (1997). „All women benefit: The macro-level effect of occupational integration on gender earnings equality”. American Sociological Review. 62: 714—34. doi:10.2307/2657356.
- Damaske, S. (2004). „A 'Major Career Woman'? How Women Develop Early Expectations About Work”. Gender and Society (25): 409—430.
- Hanson, S.; Pratt, G. (1991). „Job Search and the Occupational Segregation of Women”. Annals of the American Association of Geographers. 81: 229—253. doi:10.1111/j.1467-8306.1991.tb01688.x.
- Haveman, H.A.; Beresford, L.S. (2012). „If you’re so smart, why aren’t you the boss? Explaining the persistent vertical gender gap in management”. The Annals of the American Academy of Political and Social Science. 639: 114—30. doi:10.1177/0002716211418443.
- Mincer, J. (1891). „Human Capital and Economic Growth”. NBER Working Paper (802).
- Tilcsik, A.; Anteby, M.; Knight, C. (2015). „Concealable Stigma and Occupational Segregation: Toward a Theory of Gay and Lesbian Occupations” (PDF). Administrative Science Quarterly. 60 (3): 446—481.
- Watts, M.J. (2005). „On the Conceptualisation and Measurement of Horizontal and Vertical Occupational Gender Segregation”. European Sociological Review. 21: 481—488. doi:10.1093/esr/jci034.
- Weeden, K. (2007).  Ritzer, George, ур. Occupational Segregation. Blackwell Encyclopedia of Sociology. Blackwell Publishing. 
  - Online: „Blackwell Reference Online”. 31. 03. 2008.